# Marcel Deelen
Marcel Deelen (* 28. März 1994 in Gronau) ist ein deutscher Fußballspieler.

## Karriere

### Im Verein
Der Abwehrspieler Deelen wechselte 2007 von der SG Gronau zu Borussia Dortmund. Beim BVB durchlief er die restlichen Jugendmannschaften und wurde zur Saison 2013/14 in die Reservemannschaft übernommen. In der Hinrunde stand er in den meisten Spielen im Kader, kam jedoch nur viermal in der 3. Liga zum Einsatz. Im Januar 2014 wechselte Deelen in die Regionalliga West zu Viktoria Köln. Sein Vertrag dort lief ursprünglich bis Sommer 2016. In der Winterpause 2014/2015 wechselte er jedoch innerhalb der Liga zum SC Wiedenbrück. Im Sommer 2016 schloss sich Deelen dem Bezirksligisten Vorwärts Epe an.

### Nationalmannschaft
Marcel Deelen kam zwischen 2011 und 2013 13-mal in den Juniorenmannschaften des DFB zum Einsatz.